# بلکوود، ولز
بلکوود (به انگلیسی: Blackwood) یک شهرک در ولز است که در شهرستان مستقل کرفیلی واقع شده‌است. بلکوود ۸٬۴۹۶ نفر جمعیت دارد.